# Milan Pojić
Milan Pojić (Petrinja, 12. veljače 1957. – Zagreb, 17. veljače 2013.), bio je hrvatski povjesničar i arhivist.

## Životopis
Milan Pojić rodio se 1957. godine u Petrinji gdje je završio osnovnu školu i Gimnaziju a povijest i arheologiju diplomirao je na Filozofskom fakultetu u Zagrebu. Radio je kao prosvjetni djelatnik u školama u Krapini, Vojniću i Petrinji, a od 1992. godine radio je kao viši arhivist u Hrvatskom državnom arhivu gdje je od 1994. godine bio voditelj Odsjeka za vojne fondove. Godine 1991. bio je i među osnivačima Odreda narodne zaštite u Petrinji.
Umro je nakon duge i teške bolesti, 17. veljače 2013. godine, u 56. godini u Zagrebu.  

## Znanstvena djelatnost
Uz arhivistički rad, bavio se istraživanjem hrvatske i vojne povijesti, bio je član uredništva Petrinjskog obzora te je pisao za Petrinjski zbornik za povijest i obnovu zavičaja o istraživanju žrtava rata i poraća na području Grada Petrinje. Priredio je za tisak Ratni dnevnik Josipa Hübla iz 1943. (DAG, Gospić, 2002.) te 2005. godine (zajedno sa Zdravkom Dizdarom, Vladimirom Geigerom i Matom Rupićem) knjigu Partizanska i komunistička represija i zločini u Hrvatskoj 1944. – 1946.: dokumenti.    

## Politička djelatnost
Uoči demokratskih promjena u Hrvatskoj i nakon njih sudjelovao je u političkom životu Petrinje gdje je potaknuo i bio jednim od utemeljitelja petrinjskoga ogranka Hrvatske socijalno liberalne stranke (HSLS), a tada je izabran i za prvog dopredsjednika stranke.

## Djela
- Vojskovođa Svetozar Boroević: 1856. – 1920., Hrvatski državni arhiv, Zagreb, 2006.
- Hrvatska pukovnija 369. na Istočnom bojištu 1941. – 1943.: ratni dnevnik, Hrvatski državni arhiv, Zagreb, 2007.
- Vjesnik naredaba Odjela za narodnu obranu Vlade Narodnog vijeća Slovenaca, Hrvata i Srba : 1918. – 1919., Hrvatski državni arhiv, Zagreb, 2008. (urednik)[4]

## Vanjske poveznice
- Vojskovođa Svetozar Boroević: 1856.-1920.  Arhivirana inačica izvorne stranice od 26. travnja 2012. (Wayback Machine), Hrvatski državni arhiv, Zagreb, 2006.
- Milan Pojić, Ustroj Austrougarske vojske na ozemlju Hrvatske 1868. – 1914. // Arhivski vjesnik, br. 43. (2001.), str. 147. – 169. (Hrčak)